# Diócesis de Jiading
La diócesis de Jiading o de Kiating (en latín: Dioecesis Chiatimensis y en chino tradicional, 天主教嘉定教區; en chino simplificado, 天主教嘉定教区) es una circunscripción eclesiástica de la Iglesia católica en China. Se trata de una diócesis latina, sufragánea de la arquidiócesis de Chongqing. Desde el 29 de junio de 2011 su obispo es Paul Lei Shiyin, aunque para el Anuario Pontificio está vacante desde el 10 de agosto de 1990. La Asociación Patriótica Católica China la renombró como diócesis de Leshan en 1992, sin el asentimiento de la Santa Sede.

## Territorio y organización
La diócesis tiene 27 000 km² y extiende su jurisdicción sobre los fieles católicos de rito latino residentes en parte de la provincia de Sichuan (antiguamente, Sechuan, Sutchuen o Szechwan), en donde abarca las ciudades de Leshan (Kia-tin-fou), Emeishan (O-my-hien), Meishan (Mey-tcheou), Ya'an (Ya-tcheou-fou), y también las dos prefecturas tibetanas de Garzê y Ngawa pertenecientes a la diócesis de Kangding que se ha quedado sin obispo oficialmente designado desde 1952. La diócesis limita al oeste con la diócesis de Kangding (Tíbet sichuanés), al sudoeste con la diócesis de Ningyuan (País Nosu de Sichuan), al sur y al este con la diócesis de Suifu (Sichuan), y al norte con la diócesis de Chengdu (Sichuan).
La sede de la diócesis se encuentra en la ciudad de Leshan (antiguamente conocida como Jiading, Kiating o Kia-tin-fou), en donde se halla la Catedral del Sagrado Corazón.
En 1950 en la diócesis existían 17 parroquias. Cuenta con 44 templos.

## Historia
La prefectura apostólica de Yazhou (Yachow) fue erigida el 10 de julio de 1929 con el breve Ut spirituali del papa Pío XI, obteniendo el territorio del vicariato apostólico de Suifu (hoy diócesis de Suifu). La sede estuvo inicialmente ubicada en Yachou (actual Ya'an).
El 3 de marzo de 1933, con el breve Quod divinus del papa Pío XI la prefectura apostólica si amplió incorporando una parte del vicariato apostólico de Suifu y a la vez fue elevada al rango de vicariato apostólico.
El 29 de febrero de 1938 tomó el nombre de vicariato apostólico de Kiating.
En agosto de 1939 la catedral fue bombardeada por aviones japoneses y el obispo Fabian Yu Teh Guen huyó a las montañas.
El 11 de abril de 1946 el vicariato apostólico fue elevado a diócesis con la bula Quotidie Nos del papa Pío XII.
A fines de 1949 la ciudad de Leshan fue ocupada por el Partido Comunista de China, que se impuso en la guerra civil y proclamó la República Popular China el 1 de octubre de 1949. El 4 de septiembre de 1951 China comunista expulsó al nuncio apostólico Antonio Riberi y la Santa Sede continuó reconociendo a la República de China en Taiwán como el legítimo gobierno chino. Todos los misioneros extranjeros fueron expulsados de China comunista en 1952.
La Asociación Patriótica Católica China fue creada con el apoyo de la Oficina de Asuntos Religiosos de la República Popular de China en 1957, con el objetivo de controlar las actividades de los católicos en China. Su nombre público es Iglesia católica china y es referida como la "Iglesia oficial" en contraposición a la "Iglesia subterránea" o "Iglesia clandestina" leal a la Santa Sede.
En el período de 1966 a 1976 la Revolución Cultural se ensañó especialmente contra la religión, destruyéndose numerosas iglesias y cesaron todas las actividades religiosas en la diócesis, que pudo reanudar sus operaciones a principios de la década de 1980.
A la muerte de Paul Ten Gan-lin (Deng Jizhou), ordenado por Pío XII en 1949, la Iglesia "oficial" china nombró como su sucesor a monseñor Mathieu Luo Duxi, consagrado obispo el 21 de septiembre de 1993, cuya ordenación no fue reconocida públicamente por la Santa Sede. Murió el 4 de diciembre de 2009. 
La Asociación Patriótica Católica China la renombró como diócesis de Leshan en 1992, sin el asentimiento de la Santa Sede.
La Santa Sede protestó contra la ordenación del obispo Paul Lei Shiyin el 29 de junio de 2011, declarando que el obispo "hacía tiempo que había sido informado de que no podía ser aceptado por la Santa Sede como candidato episcopal, debido a razones probadas y razones muy serias." El obispo y sus consagrantes están excomulgados según el canon 1382 del Código de Derecho Canónico.
El 22 de septiembre de 2018 se firmó en Pekín el Acuerdo provisional entre la Santa Sede y la República Popular de China sobre el nombramiento de los obispos. El 22 de octubre de 2020 el acuerdo fue prorrogado por otros dos años y en octubre de 2022 por otros dos años más.
Tras el acuerdo de 2018 sobre el nombramiento de obispos, el papa Francisco readmitió al obispo "oficial" Paolo Lei Shiyin en la comunión eclesial. La comunicación de la Santa Sede sobre la tarea pastoral que le ha sido confiada como obispo de Leshan fue recibida por el interesado el 12 de diciembre de 2018 en Pekín en el marco de una celebración eclesial. 
Debido a la situación particular de la Iglesia católica en China, la Santa Sede no nombra obispos para las diócesis chinas, que son sedes oficialmente vacantes incluso en presencia de obispos reconocidos por Roma.

## Estadísticas
Según el Anuario Pontificio 2002 la diócesis tenía a fines de 1950 un total de 24 sacerdotes y 19 religiosas.
| Año                                                                             | Población            | Población | Población      | Sacerdotes | Sacerdotes    | Sacerdotes    | Bautizados por sacerdote | Diáconos permanentes | Religiosos | Religiosos | Parroquias |
| Año                                                                             | Bautizados católicos | Total     | % de católicos | Total      | Clero secular | Clero regular | Bautizados por sacerdote | Diáconos permanentes | Varones    | Mujeres    | Parroquias |
| ------------------------------------------------------------------------------- | -------------------- | --------- | -------------- | ---------- | ------------- | ------------- | ------------------------ | -------------------- | ---------- | ---------- | ---------- |
| 1950                                                                            | ?                    | 2 645 000 | ?              | 24         | 24            |               | ?                        |                      |            | 19         | 17         |
| Fuente: Catholic-Hierarchy, que a su vez toma los datos del Anuario Pontificio. |                      |           |                |            |               |               |                          |                      |            |            |            |

## Episcopologio

### Prefecto apostólico de Yachou
- Matthias Ly-iun-ho † (22 de octubre de 1929-3 de marzo de 1933 nombrado vicario apostólico)

### Vicarios apostólicos de Yachou
- Matthias Ly-iun-ho † (3 de marzo de 1933-4 de agosto de 1935 falleció)
- Fabian Yu Teh Guen † (7 de julio de 1936-29 de febrero de 1938 falleció)

### Vicario apostólico de Kiating
- Fabian Yu Teh Guen † (29 de febrero de 1938-6 de marzo de 1943 falleció)
  - Sede vacante (1943-1949)

### Obispos de Jiading
- Paul Ten Gan-lin (Deng Jizhou) † (9 de junio de 1949-10 de agosto de 1990 falleció)
  - Sede vacante
  - Mathieu Luo Duxi † (21 de septiembre de 1993-4 de diciembre de 2009 falleció)
  - Paul Lei Shiyin, desde el 29 de junio de 2011